# Super Seria 2007: Venice Beach
Super Seria 2007: Venice Beach – indywidualne, drugie w 2007 r. zawody siłaczy z cyklu Super Serii.
Data: 16 czerwca 2007

Miejsce: Venice Beach, Venice  Stany Zjednoczone

WYNIKI ZAWODÓW:
| Miejsce | Zawodnik             | Kraj              | Punkty |
| ------- | -------------------- | ----------------- | ------ |
| 1.      | Dave Ostlund         | Stany Zjednoczone | 64     |
| 2.      | Mariusz Pudzianowski | Polska            | 63     |
| 3.      | Jesse Marunde        | Stany Zjednoczone | 60     |
| 4.      | Karl Gillingham      | Stany Zjednoczone | 47     |
| 5.      | Mark Philippi        | Stany Zjednoczone | 43     |
| 6.      | Kevin Nee            | Stany Zjednoczone | 40     |
| 7.      | Tarmo Mitt           | Estonia           | 39     |
| 8.      | Corey St. Clair      | Stany Zjednoczone | 38     |
| 9.      | Brian Shaw           | Stany Zjednoczone | 21     |
| 10.     | Derek Boyer          | Australia         | 20     |
| 11.     | Jason Kristal        | Stany Zjednoczone | 13     |
| 12.     | Brian Turner         | Wielka Brytania   | 10     |
| 13.     | Sam McMahon          | Stany Zjednoczone | 8      |
| 14.     | Christian Savoie     | Kanada            | 7      |

Czterech najlepszych zawodników zakwalifikowało się do indywidualnych Mistrzostw Świata Strongman 2007.